# Омецінський Омелян Володимирович
Омелян Володимирович Омецінський (25 вересня 1904, с. Дичків, нині Тернопільського району Тернопільської області – 1 листопада 1994, м. Данеллен, штат Нью-Джерсі, США) — український педагог, перекладач.

## Життєпис
Закінчив українську гімназію в місті Тернопіль (1925), Краківський університет (1931, Польща).
Працював учителем у гімназіях (1931—1944).
У 1944 році емігрував до США. Викладав українознавство в школах м. Рочестер (штат Нью-Йорк). 
Дружина — магістр фармації Марія Омецінська, з дому Чавс (16 червня 1910 – 1 березня 1999) . Діти — Володимир і Ірина (в шлюбі Онуфрик). 
Брат — Зенон Омецінський (30 березня 1914 — 22 грудня 1998).

### Праці
Переклав твори Михайла Коцюбинського на мову есперанто та Епіктета і Марка Аврелія на українську мову.
У 2-у томі регіонального збірника «Шляхами Золотого Поділля» опубліковані його статті «Мова Тернопільщини» і про село Дичків.